# Milan Kymlicka
Milan Kymlicka, född 15 maj 1936 i Louny, Böhmen, Tjeckoslovakien, död 9 oktober 2008 i Toronto, Kanada, var en kanadensisk arrangör, tonsättare och dirigent.
Kymlicka föddes i Tjeckoslovakien, och erhöll kanadensiskt medborgarskap 1974. Han var mest känd för sin filmmusik, däribland för den animerade TV-serierna Rupert (1991–1997), Babar (1989–1991), Lassie (1997–1999) och Little Men (1998–1999). Han fick flera utmärkelser för sitt arbete, bland annat en Genie Award 1996 för sitt arbete med Margaret's Museum (1995).
Kymlicka avlade examen vid Prags konservatorium, där han var elev till Emil Hlobil. Han började sitt arbete som kompositör i sitt hemland och 1967 hade han producerat musik till 20 filmer, en balett, en cellokonsert, flera verk för solopiano och ett antal stråkkvartetter. 1968 utvandrade Kymlicka till Kanada, där han bosatte sig i Toronto. I början av 1970-talet var han en av de ledande arrangörerna och dirigenterna vid Canadian Broadcasting Corporation. Han förblev verksam som kompositör, arrangör och dirigent för film, tv och radio fram till sin död 2008, 72 år gammal.